# سلام طويل الأمد
سلام طويل الأمد هو مصطلح بدأ استخدامه بعد انتهاء الحرب العالمية الثانية حتى يومنا هذا، بعد غياب الحروب في فترة الحرب الباردة 1945-1991 بين القوتين العظمتين تلك الفترة الولايات المتحدة والاتحاد السوفيتي، وتم اعتماد هذا المصطلح في عام 1986، وتم مقارنة «السلام النسبي» في هذا الفترة إلى الاستقرار الطويل في فترة للإمبراطورية الرومانية والتي أُطلق عليها Pax Romana والتي تعني السلام الروماني.
وفي فترة تسعينيات القرن الماضي، كان من المُعتقد أن السلام الطويل الأمد كان نتيجة فريدة من الحرب الباردة، ومع انتهاء الحرب الباردة أُطلق مصطلح مماثل هو «السلام الجديد»، شهدت هذه الفترة سلام واستقرار كبير لأكثر من ربع قرن، وظهرت أيضاً احصاءات على نحو إيجابي مثل انخفاض عدد الانقلابات ومقدار القمع والاستمرارية للتسوية السلمية، وعلى الرغم من اندلاع بعض الحروب الأهلية والنزاعات العسكرية (ولكن أقل من قبل)؛ لكن استمر غياب النزاعات المُباشرة بين الدول ذات الاقتصاد القوي، إلا أن الدول الغنية قامت بنزاعات -قصيرة المدى- مع الدول الفقيرة، اختفت النزاعات التي تشمل دول ذات اقتصاد ضعيف تدريجياً، وكان إجمالي الحروب الدولية قد انخفض من 6 سنوياً في فترة 1950 إلى واحدة في فترة 2000، في حين انخفض عدد ضحايا الحروب من 240 لكل مليون نسمة إلى 10 لكل مليون نسمة.
لعبت بعض العوامل دوراً مهماً في تحقيق سلام طويل الأمد، تتضمن الآثار الناتجة عن استخدام الأسلحة النووية والحوافز الاقتصادية الناتجة عن العولمة والتجارة الدولية وانتشار الديمقراطية في أنحاء شتى من العالم وجهود البنك الدولي في خفض معدل الفقر والنتائج الإيجابية التي نتجت عن تمكين النساء من خلال الحصول على عمل، بالإضافة إلى جهود الأمم المتحدة في حفظ السلام، ولكن لا تُعتبر هذه العوامل كافية بحد ذاتها لتفسير السلام الطويل الأمد؛ إذ من الممكن وجود عوامل غيرها أيضاً مثل الاعتراف بحقوق الإنسان وانتشار التعليم ونوعية الحياة، وقد غيّر هذا مفهوم الناس تِجاه النزاعات بوصف الحروب العدوانية بالغير مُبررة، كما نجحت الإجراءات المتبعة للحد من العنف بنشر السلام، بالإضافة إلى عوامل ديموغرافية كانخفاض أعداد المواليد.
ويقول كتاب الملائكة الأفضل لطبيعتنا البشرية (بالإنجليزية: The Better Angles of Our Nature) إنّ هذا الاتجاه قد استمر منذ بداية التاريخ المُسجّل، كما قام بعض الخُبراء بعمل نقاشات شبيهة، وفي حين توافق الخُبراء على إننا نعيش فترة سلام طويل الأمد وانخفاض الحروب منذ فترة 1950؛ إلا أن فرضية بينكر كانت محط للشك، إذ قال ناقدون إننا بحاجة لوقت أطول من السلام النسبي لنكون متأكدين، خاصةً بعد ظهور انعكاسات بعد ارتفاع ضحايا القتال بين عامي 2011 و2014 خلال الحرب الأهلية السورية، وبينما تلقت أعمال بينكر شهرة واسعة؛ إلا أن أغلب المعلومات المتعلقة بسلام طويل أمد لا زالت تبقى خارج الوعي العام، وتوضع بعض البيانات أن العالم أصبح أكثر خطورة.  